# Вулиця Академіка Корольова (Черкаси)
Вулиця Академіка Корольо́ва — одна з вулиць у місті Черкаси.

## Розташування
Вулиця починається від вулиці Руставі і простягається спочатку на південь, перетинаючи вулицю Сумгаїтську. Далі вона проходить вглиб новобудов і робить два вигини під прямим кутом. Впирається у перехрестя вулиць Лесі Українки, Оборонної та Мельника.

## Опис
Вулиця неширока, повністю асфальтована.

## Походження назви
Вулиця була утворена 1983 року і названа на честь Сергія Корольова, радянського академіка в галузі космонавтики.

## Будівлі
По вулиці розташовані багатоповерхові будинки, промислові підприємства та різні установи.

## Інші об'єкти
Біля будинків №24 та №32 розташовано парк-пам'ятка садово-паркового мистецтва «Сонячний» площею 0,54 га.